# 千代田號防護巡洋艦
千代田号防护巡洋舰（日语：／ chiyoda ?）是大日本帝國海軍的防护巡洋舰（日本海军法令上分类为三等巡洋舰）。
本舰的建造目的，是为了代替之前失踪的畝傍。本舰作为日本联合舰队的其中一员参加了甲午战争与清朝北洋舰队作战，大多从事侦察等辅助任务。后来先后改为海防舰、鱼雷母舰（又称鱼雷艇补给船）、潜艇母舰（又称潜艇鱼雷补给船）、训练船，最后作为靶舰被击沉。
本舰的舰名来源于江戶城的别称“千代田”（意谓“流传子孙千代的土地”），继承自幕末炮舰千代田形。此后该名字又多次得到利用，包括太平洋战争时期的日军轻型航空母舰和战后日本海上自衛隊的两艘潜艇救援船。

## 设计和概述

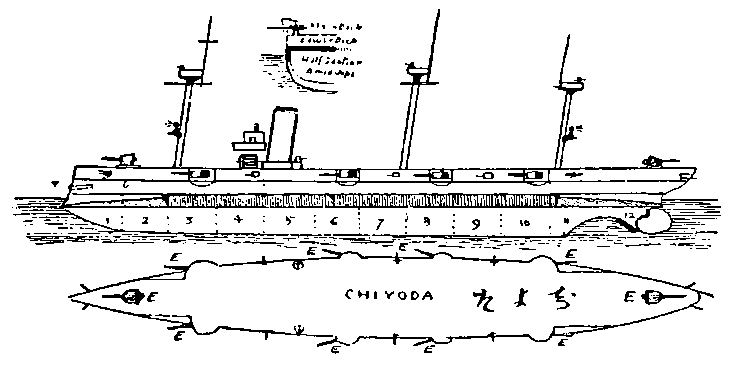
千代田号侧面及顶视图

1883年（明治16年），日本决定购建新的“大舰”，以充实海军军力。最终方案为向英国订购两艘（即浪速、高千穗），以及向法国订购一艘（即畝傍）。然而1886年底，畝傍在建成返航途中失踪，日本方面获赔保险金124万5309日元，并决定将获得的保险金用于建造一艘新的军舰来代替失踪了的畝傍。出于对法式设计的不信任，新舰的订单交给了英国公司，由设计师白劳易根据日方要求设计，在格拉斯哥造船厂建造。
本舰外观上有3根桅杆，均为单根样式。前桅杆上设有瞭望哨。前桅杆后方为跨越两侧的舰桥，再后为中部的单烟囱。烟囱周围设置有烟管型通风塔，两侧为舰载艇系留场，以两艘为一组、每舷4组的方式放置。动力部分，本舰原本装备有6座汽车式圆型锅炉，1897年改装为12座更新式的贝尔维尔式水管锅炉。
本舰原打算配备法国加奈12.6英寸（320）火炮，但因为顶部重量超重而放弃这一想法。实际建成时，本舰的主要火力为10门阿姆斯特朗40倍径单装120毫米速射炮。其中1门设置于舰艏前桅杆之前，由炮盾提供防护；1门在舰艉后部甲板；另外在中部桅杆附近两侧的舰体突出部位每舷装设4门。舰上副武器为14门哈奇开斯47毫米单装3磅速射炮，其中在舷侧的120毫米炮两两之间见缝插针安装1门3磅炮。鱼雷火力为3具356（14.0英寸）单装鱼雷发射管，全部安装在主甲板上。另外按照当时的惯例，强化了舰艏并安装有冲角，以遂行撞击战术。
本舰的防护方面参考了英国纳尔逊级装甲巡洋舰的设计，设有一段水线装甲板，有点像是纳尔逊级的缩小版本，因此某种意义上本舰也可以算作是日本的第一艘装甲巡洋舰。惟其装甲带狭窄，顶多算是“装甲带巡洋舰（英語：Belted cruiser）”。舰体使用了哈维尔式渗碳装甲，分划为84个水密舱。

## 舰历

### 建成至早期
1888年（明治21年）9月27日，日本海军将预定新建的巡洋舰命名为千代田。同年12月4日，本舰苏格兰詹姆斯-乔治·汤姆森公司格拉斯哥造船厂正式动工兴建。1890年（明治23年）6月3日，本舰下水。同年8月23日，日本海军将本舰归类为“第一种”，入籍吴镇守府。1891年（明治24年）1月1日，本舰建成，开始返回日本。同年4月11日，返抵橫須賀。

### 甲午战争
1894年，中日之间因为朝鲜问题而关系日趋紧张。1894年6月2日，海军军令部下令常备舰队在仁川、釜山两港集合，当时千代田、高雄两舰正在福州马尾港停留。6日，千代田抵达釜山。常备舰队司令长官伊東祐亨海军中将收到命令护送朝鲜公使大鸟圭介赴任的命令，松岛、千代田7日出发护送公使一行北上，9日抵达仁川港。仁川停留期间千代田曾出港前去迎接运送混成旅团的运输船。16日，日本方面认为清政府的交涉态度越来越强硬，为此必须将常备舰队集结起来并紧急修理，同时变更编制。因此决定在仁川只保留三艘军舰（武藏、赤城、八重山），其他各舰（松岛、吉野、千代田、高雄、大和、筑紫）由伊東率领返回佐世保。23日，6舰返回佐世保港，随即紧急修理。7月19日，日本向清朝发出最后通牒。同一天日本开始将常备舰队及西海舰队整合为联合舰队；千代田分派在本队第一小队，序列第二。
7月25日，日本在豐島海戰抢得先机，战争爆发。丰岛海战后，联合舰队调整了编制（本队第一小队：松岛、千代田、严岛；第二小队：桥立、比叡、扶桑），7月30日-8月5日，联合舰队都在隔音岛临时泊地进行加煤等事宜。9月5日，联合舰队收到大本营送来的命令，要求以本队、第一、第二游击队及附属舰艇护送运输船（第一军司令部及第三师团大部），而第三游击队以及鱼雷艇队则前往大同江口建立临时根据地，同时支援日军对平壤的攻势。9月14日，各舰起锚，护送运输舰往大同江进发。
同年9月17日凌晨，第一游击队、本队及两艘其他舰艇到达海洋岛附近，没发现北洋舰队，于是继续前往大孤山海湾的大鹿岛处；10:50本队发现东北方向有煤烟。此即正在大东沟掩护陆军登陆的北洋舰队主力。双方随即展开交战。千代田依然隶属于本队，主要与北洋舰队主力交战，对北洋军舰造成一定损伤。15:20，战场上双方舰队已经分为两部分各自为战，本队松島、千代田、嚴島、橋立、扶桑与北洋定遠、鎮遠二舰交战，第一游击队4舰则围攻伤重的靖远、来远。战斗中松岛受到一发大口径炮弹命中起火丧失作战与指挥能力，16:10前后挂起“各自作战”的信号旗，本队向东南方向退去。临近日落时，伊东为免夜战中遭到清军鱼雷艇袭击，下令撤退。
黄海海战后，伊东认为北洋舰队可能返回威海卫，于是准备18日率队前往威海卫一带，但未见北洋舰队踪影（实际上北洋舰队主力已经去往旅顺修理）。伊东据此判断北洋舰队可能留在登陆场护卫陆军登陆，于是又率领舰队返回前一天的战场处，只发现了一艘从大东沟开往旅顺口的清朝蒸汽船，并将其击沉；接着又发现在浅滩搁浅的杨威号，并进行了破坏。19日早上舰队返回大岛锚地。此后千代田执行了一系列侦察任务。
10月22日16：00，八重山、千代田、鸟海、筑紫、磐城作为先导舰提前出发，在花园口外海部署为后续船队充当路标。24-27日，第二军司令部及第一师团24049人登陆，并向金州城进发。另一方面，10月25日，在威海卫侦察的浪速、秋津洲两舰回报北洋舰队主力早上已经出港，于是伊东率领本队、第一游击队、第二游击队前往长山群岛一带搜索，而第三、第四游击队、特务舰以及运输船队立即提高警戒。
11月20日，伊东率领本队、第一、第二游击队及第一鱼雷艇队作为旅顺口之战的策应，在大连湾各炮台前巡逻。10:00前后抵达老铁山海湾。此后千代田脱离本队，靠近岸边打击了多股清兵。清兵遭到炮击溃散，千代田再也找不到目标后，13:30返回鸠湾与主力会合，继续攻击沿海清军炮台。
1895年1月上旬，日本陆海军制定了山东登录计划，决定以第三、第四游击队近程掩护运输船队在成山角登陆；陆军开始登陆的同时，本队、第一、第二游击队以及各鱼雷艇队将前往威海卫准备截击北洋舰队。1月19日，各队陆续从大连湾陆续出港，20日护送着第一批运输部队抵达预订的登陆场。1月底至2月初，日军逐步攻陷了威海卫的外围炮台，北洋舰队残存舰艇只能困守于威海卫泊地内。2月7日，伊东判断两次鱼雷艇袭击后，定远、来远、威远等主要舰艇坐沉，北洋舰队已经军心涣散，于是下令联合舰队总攻。其中本队、第一游击队同编为右军，以单纵阵10节航速向威海湾东口前进，主要攻击刘公岛炮台；第二、第三、第四游击队共15艘为左军，目标为日岛炮台。清军炮台还击，但杀伤有限；是此行动千代田未有受损记录。14-15日，一直苦苦支撑的威海卫清军在人员伤亡惨重、弹药告罄、援军又迟迟不至的情况下，被迫向日军投降。
2月14日，鉴于北洋舰队已经全军覆没，日本方面决定组建南方派遣军，抽调松岛、桥立、严岛、千代田、吉野、浪速、高千穗、秋津洲、和泉等为南方派遣舰队主力。各舰2月下旬返回吴港修理，预定3月15日之前到佐世保军港集合。其中千代田修理进度比较慢，南方派遣舰队不再等待而先行出发。千代田修理完成后，临时归西海舰队指挥，4月13日护卫征清大总督府前往旅顺口。由于清日两国开始和谈，原定发动的直隶平原战役中止。5月18日，千代田再护送征清大总督府返回宇品。
1895年（明治25年）2月26日，千代田偕同捕获的原清朝巡洋舰广丙号从威海卫出发返回日本，3月5日抵达吴港。
《马关条约》签订后，清朝割让台湾等予日本。台湾当地士绅组织义军反对日本占领。为此日本调动军队决心武力占领台湾。同年5月29日14:00，近衛師團从三貂角开始登陆，至31日登陆完毕。6月2日15:00，松岛、千代田、浪速、高千穗4舰于基隆外海集合，而当地清兵未能确定来者身份，故而炮台没有射击。3日08：51-09：13，因看到登陆日军从基隆东方高岭前进，日舰发空炮声援。稍后社寮炮台开炮，10:15仙洞炮台也开始攻击日舰；日舰遂还击，10:50各舰停止炮击，驶向深澳外海。4日12:30常备舰队与攻占了基隆的陆地部队取得联络，开始着手基隆港的扫雷作业；6日17:00扫雷作业结束，日军从此可以直接从基隆港进行运输与补给。

### 间战时期

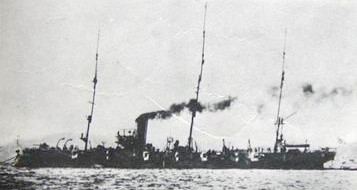
千代田号，大约摄于1900年

千代田的锅炉因长期使用，燃烧室出现蒸汽泄漏的情况，蒸汽压力从160英磅（73）下降到了130英磅（59）。甲午战争结束后，1895年7月，有关方面在吴镇守府造船部检修千代田的主机和锅炉，更换了各种轮机零部件，也新换了烟囱。10月千代田完成作业出港，回归常备舰队。。
1897年（明治30年）4月，鉴于锅炉逐渐老化，千代田在吴镇守府造船部大修，这次拆除了全部6座汽车式锅炉，更换为12座法国制贝尔维尔式锅炉，同时更换了主机轴管。辅机也拆除下来运到陆地上，以彻底更换磨损老化了的部件。这次改装直到明治31年5月方才结束。
1898年（明治31年）3月21日，日本海军制定军舰及鱼雷艇等级，将3500吨以下的巡洋舰划分为三等巡洋舰。该分类共包括千代田等5艘军舰。同年美西战争期间，千代田受日本政府派遣前往马尼拉保护当地日本侨民。
1900年（明治33年）1月，千代田返回吴海军造船部，为多处腐蚀破孔应急修理。同年5、6月间再次因为锅炉围板、蒸发管等多处部件穿孔的问题，回到吴港修理，9月才返回常备舰队。10-12月期间，为了应对中国的义和团运动，千代田奉命在大沽、芝罘一带活动。之后千代田作为海军轮机预备军官（日语：海軍少機関士候補生）的训练舰。
1901年（明治34年）9月编为第一预备船。
时至1902年（明治35年），千代田的状态已经非常恶劣，只能勉强保持航行能力。当年3月千代田曾短暂重返常备舰队编制，仅一个月后的4月就再次编为第三预备船，对舰体及主机大修。这次大修直到1903年（明治36年）3月才完成。大修后有关方面对千代田进行了一次海试，这次的成绩还不错，录得最大航速18.3節（33.9每小時）。

### 日俄战争
1903-1904年间，日本和俄国之间为了争夺在朝鲜的权益而展开了激烈的竞争。此时性能比较落后的千代田编列入第三舰队第六战队，战队司令为东乡正路海军少将。
1903年12月18日，千代田奉命抵达仁川港，接替早前驻泊于此的濟遠號监视港内俄军动向。12月29日，俄罗斯帝国海军派出防护巡洋舰瓦良格号前往仁川换防，此时日本在仁川港内的存在仅有千代田一舰，吨位及火力均远逊于瓦良格号，在随时可能爆发的战争中处于不利的地位。1904年1月8日，炮舰高丽人号前来支援，并且刻意在千代田旁边锚泊，与瓦良格号一同对千代田形成夹击之势。2月1日，时任舰长村上格一海军大佐将停泊点更换到了仁川港出入口处。5日舰上收到了国交断绝电报；6日下午得到进一步的消息，称联合舰队主力已经起航，其中瓜生外吉海军少将率领的第二舰队第四战队正在往仁川方向前来。7日23:55，村上指挥千代田悄悄出港，向西南方向的伯阶岛驶去；8日早上与瓜生的第四战队在伯阶岛会合。14:15瓜生部队以千代田为先导舰，护送着登陆部队搭乘的运输船驶入仁川港水道。15:28，千代田带领高千穗与第9鱼雷艇队离开队列前往港内泊地，瓜生则率领其他舰艇护送着运输船继续前进。16:00日舰发现高丽人号正向港外驶来。在对峙中高丽人号通过了千代田与高千穗两舰左舷，为了堵截高丽人号，装甲巡洋舰淺間左转挡在高丽人号前面，迫使高丽人号右转；接着第9鱼雷艇队的4舰跟上左右包抄。16:40，在日军各舰进逼下的高丽人号因为惊慌而开了一炮，不过没有击中任何目标；随后高丽人号右满舵返回泊地。17:30第四战队各舰进入仁川港内，千代田、高千穗以及第9鱼雷艇队逼近瓦良格号，明石靠近运输船停泊，浪速、新高、浅间三舰则退出港外。当晚瓜生向俄方递交了最后通牒，要求俄舰于次日出港，否则将直接在港内交战。
2月9日凌晨，日军完成登陆行动，千代田等日舰陆续退出至港外。11:40，瓦良格号及高丽人号开始起锚。12:20，俄舰距离浅间约5000米，浅间开始射击。随后双方各舰纷纷投入到战斗中。千代田没有加入瓜生的队列，而是集中火力向高丽人号射击。两艘俄舰寡不敌众，很快受到沉重打击而被迫退回港内，突围无望的两舰官兵选择自沉弃舰。本次作战千代田没有受到命中的记录。
同年6月23日05:40，日军负责监视港口的驱逐舰发现侦察防护巡洋舰诺维克号及一批舰艇从黄金山下出港。其中千代田正好在去往旅顺口的途中，于是立即参加了拦截。这次实际上是太平洋舰队旅顺分舰队的一次突围尝试，诺维克号、巴扬号、佩列斯韦特号、波尔塔瓦号、塞瓦斯托波尔号、帕拉达号、阿斯科利德号、狄安娜号等8艘主要舰艇率先抵达馒头山东南岸。11:00左右皇太子号、胜利号、列特维赞号也已经出港。面对倾巢出动的俄舰，日舰主力尚未抵达，此时在遇岩除了驱逐舰等小型舰艇外，在遇岩方向仅有第三战队以及千代田。面对此种情况，第三战队司令出羽重远派出笠置、高砂、千歲、千代田增援。17:40第六战队各舰抵达遇岩，与提前一步到达遇岩的千代田会合，然后向着第一战队的方向退去，希望能将俄舰引诱过去。18:15日军主力赶到，20:00无心恋战的俄舰开始调头往北撤退。20:20东乡平八郎下令让驱逐舰发动突击，其他各队撤往警戒地点。
7月25日，旅顺港内俄舰大举出动，巴扬号、狄安娜号、帕拉达号、诺维克号、阿斯科利德号，以及炮舰、驱逐舰、扫雷艇若干，出港向东前往鲜生角附近炮击日军陆军阵地。日军第五、第六战队立即驰援。18:32正在全速前进的千代田在小平岛西南偏南方向触雷，舰体剧烈震动，7人身亡，舰内有毒气体弥漫。千代田只得在秋津洲的护卫下返回泊地。由于此次负伤需要修理，千代田没有赶上黄海海战。
1905年5月27日，俄国第二太平洋舰队司令齐诺维·罗杰斯特文斯基海军中将率领舰队北上时，遭遇联合舰队主力拦截。此役千代田依然配属于第六战队，序列第四。当天早上，第六战队各舰都在各处警戒，其中千代田在尾崎湾停泊。接到俄国舰队出现的警报后，05:44须磨、千代田从尾崎湾出发。战队各舰在神埼陆续集合，跟随在第五战队后方。11:45前后不远处的第三战队与俄国舰队发生接触，并遭到俄舰猛烈的迎击，防护薄弱的第六战队为安全起见短暂向北退避。12:10第六战队前出至俄舰前方对俄舰保持接触。13:30日本主力舰从东方出现，第六战队退回至第五战队尾部。14:25第六战队奉命向南袭击俄国舰队的运输船。15:45第六战队遇到了正在和俄军轻型舰艇交战的第四战队，于是跟随在后方。16:20遇到一艘双桅双烟囱、受创失去航行能力的俄国辅助舰艇，第六战队遂对其展开炮击，16:35将其击沉。大约同一时间俄国第一战列舰战队及第一巡洋舰战队突然从第六战队左舷的雾气中出现向西航行，并展开炮击。第六战队苦战大约30分钟后，17:25到达俄国战列线尾部，调头向西南试图跟随在俄舰后方。17:40发现已经瘫痪的辅助巡洋舰乌拉尔号，17:51将其击沉。在附近还有着同样受重创的修理船勘察加号和战列舰苏沃洛夫公爵号。17:57第六战队在4000-6000米距离上对勘察加号进行射击，确认其已经无法挽回后，转为与第四、第五战队一同对苏沃洛夫公爵号射击。18:00东乡下令鱼雷艇队出动，第六战队遂脱离战斗前往会合点。当天的战斗千代田舰上两人负伤。次日（28日），第六战队参加了对俄舰残存主力最后的围攻。

### 后期
1910年（明治43年）5月中旬，千代田赴廣島市宇品地区，参加饶津神社300年祭典，15-18日期间本舰向公众开放参观。
1912年（大正元年）8月28日，日本海军修改了舰艇分类，将千代田划入二等海防舰（7000吨以下）。
1914年，日本以英日同盟为理由，加入协约国参加第一次世界大战。日本方面决定由加藤定吉海军中将指挥佐世保第二舰队，负责封锁胶州湾。此时已经成为海防舰的千代田也参加了行动。同年8月16日，日本海军将千代田编入第二舰队第6战队（战队司令上村翁辅海军少将，辖千岁、秋津洲、千代田）。
1919年6月至1920年3月，千代田在吴海军工厂进行鱼雷母舰（鱼雷补给船）的相关改装。
1921年（大正10年）4月14日，千代田的舰艇类别从海防舰正式变更为鱼雷母舰。
1922年（大正11年）4月1日，日本海军将千代田从海军舰籍中除籍，同时从舰艇等级表中删除，并收回舰艏军舰菊花纹章。
同一天，千代田、見島两舰编列为特务艇，作为潜艇母舰。
1924年（大正13年）12月1日，千代田从特务艇除籍，改为杂役船，交给海軍兵學校作为训练船之用。
1926年（大正15年）12月20日，日本海军调查了千代田，认为该舰已经相当老旧，应当废弃。 1927年（昭和2年）2月28日，正式列为废弃船。决定作为靶舰处理，并到吴海军工厂进行相关改造作业。同年8月3日午前9時，昭和天皇搭乘战列舰山城，在多艘峯風級驅逐艦（帆风、羽風、帆风、太刀风）的护卫下抵达大分县佐伯湾。 8月5日早上，联合舰队大批舰艇聚集于佐伯湾内。10:00，御召舰山城从佐伯湾出发，当天下午在丰后水道，航母鳳翔以及水上飞机母舰能登吕的飞行队对该靶舰进行了实弹轰炸演习，并将其击沉。
日本海军在改造千代田靶舰时将其舰桥拆了下来，用作海军兵学校的号令台。太平洋战争结束后，日本将其撤除。

## 历任舰长
下表系根据《日本海軍史》第9、10卷《将官履歴》，以及《官報》进行整理。

### 返航委员长
- 新井有貫 大佐：1890年1月10日 - 1891年4月13日

### 舰长
- 新井有貫 海军大佐：1890年1月10日 - 1891年6月17日
- 千住成貞 海军大佐：1891年6月17日 - 1892年9月5日
- 有栖川宮威仁親王 海军大佐：1892年9月5日 - 1893年10月12日
- 尾本知道 海军大佐：1893年10月12日 - 1894年2月26日
- 内田正敏 海军大佐：1894年2月26日 - 1895年9月28日
- 伊藤常作 海军大佐：1895年9月28日 - 1897年5月15日
- 外記康昌 海军大佐：1898年5月3日 - 1899年5月1日
- 井上敏夫 海军大佐：1899年5月1日 - 9月29日
- 成川揆 海军大佐：1899年9月29日 - 1900年6月7日
- 松本有信 海军大佐：1900年6月7日 - 1901年2月4日
- 坂本一 海军大佐：1901年2月4日 - 10月1日
- 毛利一兵衛 海军大佐：1903年4月12日 - 7月7日
- 村上格一 海军中佐：1903年7月7日 - 1905年1月12日
- 東伏見宮依仁親王 海军大佐：1905年1月12日 - 12月20日
- 山本正勝 海军中佐：1905年12月20日 - 1906年10月4日
- 築山清智 海军大佐：1906年10月4日 - 1907年5月2日
- 森亘 海军大佐：1907年5月2日 - 1908年2月20日
- 大泽喜七郎 海军大佐：1908年2月20日 - 9月25日
- 山中柴吉 海军大佐：1908年9月25日 - 1909年3月10日
- （兼）兼子昱 海军中佐：1909年3月10日 - 5月22日
- 釜屋六郎 海军中佐：1909年5月22日 - 12月1日
- 磯部謙 海军中佐：1909年12月1日 - 1911年10月25日
- 樱野光正 海军中佐：1911年10月25日 - 1911年11月27日
- 町田駒次郎 海军大佐：1911年11月27日 - 12月22日
- 永田泰次郎 海军大佐：1911年12月22日 - 1912年6月18日
- 山冈丰一 海军大佐：1912年6月18日 - 12月1日
- 久保来復 海军大佐：1912年12月1日 - 1913年11月5日
- 長鋪次郎 海军中佐：1913年11月5日 - 1914年5月6日[91]
- 堀田弟四郎 海军大佐：1914年5月27日 -
- 島内桓太 海军中佐：1914年8月23日 - 12月1日
- 山下義章 海军大佐：不詳 - 1915年12月13日
- 小牧自然 海军中佐：1915年12月13日 - 1916年12月1日
- 中川寛 海军中佐：1916年12月1日 - 1917年12月1日[92]
- 上田吉次 海军大佐：1917年12月1日 - 1918年12月1日
- 藤村昌吉 海军大佐：1918年12月1日[93] - 1919年12月1日[94]
- 石渡武章 海军大佐：1919年12月1日[94] - 1920年6月1日[95]
- 加藤弘三 海军中佐：1920年6月1日[95] - 1920年12月1日[96]
- 水谷耕喜 海军大佐：1920年12月1日[96] - 1921年12月1日[97]
- 木村豊樹 海军中佐：1921年12月1日[97] -